# Brent Musburger
Brent Woody Musburger (Billings, 26 maggio 1939) è un giornalista, attore e doppiatore statunitense.
È sposato dal 1963 con Arlene Clare Sander da cui ha avuto due figli, Blake e Scott.
È noto principalmente come giornalista sportivo, ma anche preso parte in qualche ruolo come attore e doppiatore. Come doppiatore è noto come Brent Mustanburger per aver dato la propria voce nel film d'animazione Cars 2 del 2011.

## Filmografia parziale

### Doppiaggio
- Cars 2 (2011)
- Planes (2013)
- Planes 2 - Missione antincendio (2014)